# Ronnie Dawson (rugbista)
Alfred Ronald Dawson (Dublín, 5 de junio de 1932 - 11 de octubre de 2024) fue un arquitecto y jugador irlandés de rugby que se desempeñaba como hooker.
Fue internacional con el XV del Trébol de 1958 a 1964, representó a los British and Irish Lions y es considerado uno de los mejores jugadores de la historia; es miembro del World Rugby Salón de la Fama desde 2013.

## Biografía
Se recibió de arquitecto en el Instituto de Tecnología de Dublín y trabajó casi exclusivamente para el Banco de Irlanda en el diseño de sus sucursales en el Mundo.
De 1974 a 1994 fue un destacado dirigente de World Rugby como presidente de la IRFU y votó a favor de Australia, Francia, Nueva Zelanda y Sudáfrica: de organizar la Copa del Mundo, siendo el único miembro británico (en parte) y en contra de los votos de Escocia, Gales e Inglaterra. Por esto recibió el Premio Vernon Pugh en 2004.

## Selección nacional
Debutó para el XV del Trébol contra los Wallabies en enero de 1958 y en su último test enfrentó a Les Bleus por el Torneo de las Cinco Naciones 1964. En total jugó 27 partidos, once como capitán y marcó un try (3 puntos de aquel entonces).

### Leones Británicos
En 1959 fue seleccionado a los British and Irish Lions por su compatriota O. B. Glasgow, quien también lo nombró capitán para la Gira por Australia y Nueva Zelanda. Dawson jugó todos los test–matches como titular y le anotó un try a los Wallabies, los Leones vencieron a Australia pero fueron derrotados por los All Blacks.

## Palmarés
- Campeón del Interprovincial Championship de 1959, 1961, 1962 y 1964.